# UCI WorldTour Femenino 2018
El UCI WorldTour Femenino 2018 fue la tercera edición del máximo calendario ciclista femenino a nivel mundial.
El calendario tiene 23 carreras comenzando el 3 de marzo con la disputa de la Strade Bianche, y finalizando el 21 de octubre con el Tour de Guangxi Women's WorldTour. Serán 3 carreras más respecto a la edición anterior: Tres Días de La Panne, Emakumeen Euskal Bira y el Tour de Guangxi.

## Equipos
Los equipos femeninos pertenecen a una única división. Sin embargo, están divididos en jerarquías según su potencial que les ayuda a obtener invitaciones a las carreras más importantes. En este caso los 15 primeros equipos obtienen invitación a todas las carreras de este circuito. No obstante, los equipos pueden renunciar a ella por lo que es probable que en todas las carreras haya equipos participantes fuera de los 15 primeros sin invitación asegurada ya que la carrera les ha otorgado invitación "extra" fuera de las obligatorias. También pueden participar selecciones nacionales pero sin invitación asegurada, estos al igual que todos los equipos tienen derecho a puntuación.
Como novedad a partir de este año se limitan los equipos por carrera en esta categoría a 24 (29 en el resto -máximo 176 ciclistas-) de ellos solo 2 equipos pueden ser selecciones nacionales (1 del país de la carrera).
Para la temporada 2018 los equipos UCI Team Femenino son 46:
| Código UCI | Nombre                             | País                   | Continente |
| ---------- | ---------------------------------- | ---------------------- | ---------- |
| ACT        | Alasayl Cycling Team               | Emiratos Árabes Unidos | ASI        |
| ALE        | Alé Cipollini                      | Italia                 | EUR        |
| VAI        | Aromitalia Vaiano                  | Italia                 | EUR        |
| ASA        | Astana Women's Team                | Kazajistán             | ASI        |
| BPK        | BePink                             | Italia                 | EUR        |
| BDM        | Bizkaia-Durango                    | España                 | EUR        |
| DLT        | Boels Dolmans Cycling Team         | Países Bajos           | EUR        |
| BTC        | BTC City Ljubljana                 | Eslovenia              | EUR        |
| CSR        | Canyon Sram Racing                 | Alemania               | EUR        |
| CBT        | Cervélo-Bigla Pro Cycling Team     | Alemania               | EUR        |
| GPC        | China Liv Pro Cycling              | Hong Kong              | ASI        |
| CGS        | Cogeas-Mettler Pro Cycling Team    | Rusia                  | EUR        |
| CZG        | Conceria Zabri-Fanini-Guerciotti   | Albania                | EUR        |
| CPC        | Cylance Pro Cycling                | Estados Unidos         | AME        |
| DVE        | Doltcini-Van Eyck Sport            | Bélgica                | EUR        |
| SBT        | Eurotarget-Bianchi-Vitasana        | Italia                 | EUR        |
| EXP        | Experza-Footlogix                  | Bélgica                | EUR        |
| FDJ        | FDJ Nouvelle Aquitaine Futuroscope | Francia                | EUR        |
| HBS        | Hagens Berman-Supermint            | Estados Unidos         | AME        |
| HCT        | Health Mate-Cyclelive Team         | Bélgica                | EUR        |
| HPU        | Hitec Products                     | Noruega                | EUR        |
| LSL        | Lotto Soudal Ladies                | Bélgica                | EUR        |
| MCC        | Minsk Cycling Club                 | Bielorrusia            | EUR        |
| MTS        | Mitchelton Scott                   | Australia              | OCE        |
| MOV        | Movistar Team                      | España                 | EUR        |
| PHV        | Parkhotel Valkenburg               | Países Bajos           | EUR        |
| RLW        | Rally Cycling                      | Estados Unidos         | AME        |
| MIC        | S.C. Michela Fanini                | Italia                 | EUR        |
| SER        | Servetto-Stradalli Cycle           | Italia                 | EUR        |
| SWT        | Sopela Women's Team                | España                 | EUR        |
| T20        | Sho-Air Twenty20                   | Estados Unidos         | AME        |
| STR        | Storey Racing                      | Reino Unido            | EUR        |
| SWA        | Swapit Agolico                     | México                 | AME        |
| TDP        | Team Dukla Praha Women             | República Checa        | EUR        |
| ILU        | Team Illuminate                    | Estados Unidos         | AME        |
| SUN        | Team Sunweb                        | Países Bajos           | EUR        |
| TIB        | Team Tibco-Silicon Valley Bank     | Estados Unidos         | AME        |
| TVW        | Team Virtu Cycling Women           | Dinamarca              | EUR        |
| TWC        | Thailand Women's Cycling Team      | Tailandia              | ASI        |
| TOP        | Top Girls Fassa Bortolo            | Italia                 | EUR        |
| DRP        | Trek-Drops                         | Reino Unido            | EUR        |
| UHC        | Unitedhealthcare Pro Cycling Team  | Estados Unidos         | AME        |
| VAL        | Valcar PBM                         | Italia                 | EUR        |
| WAD        | WaowDeals Pro Cycling              | Países Bajos           | EUR        |
| WHT        | Wiggle High5                       | Reino Unido            | EUR        |
| WNT        | WNT-Rotor Pro Cycling              | Reino Unido            | EUR        |

- En verde, los 15 equipos automáticamente invitados a todas las carreras.

## Carreras
| UCI World Tour Femenino 2018   | UCI World Tour Femenino 2018 | UCI World Tour Femenino 2018             | UCI World Tour Femenino 2018 | UCI World Tour Femenino 2018 |
| Fecha                          | País                         | Carrera                                  | Ganador                      |                              |
| ------------------------------ | ---------------------------- | ---------------------------------------- | ---------------------------- | ---------------------------- |
| 3 de mar                       | Italia                       | Strade Bianche femenina                  | Anna van der Breggen         |                              |
| 11 de mar                      | Países Bajos                 | Tour de Drenthe femenino                 | Amy Pieters                  |                              |
| 18 de mar                      | Italia                       | Trofeo Alfredo Binda-Comune di Cittiglio | Katarzyna Niewiadoma         |                              |
| 22 de mar                      | Bélgica                      | Tres Días Brujas-La Panne femenina       | Jolien D'Hoore               |                              |
| 25 de mar                      | Bélgica                      | Gante-Wevelgem femenina                  | Marta Bastianelli            |                              |
| 1 de abr                       | Bélgica                      | Tour de Flandes femenino                 | Anna van der Breggen         |                              |
| 15 de abr                      | Países Bajos                 | Amstel Gold Race femenina                | Chantal Blaak                |                              |
| 18 de abr                      | Bélgica                      | Flecha Valona Femenina                   | Anna van der Breggen         |                              |
| 22 de abr                      | Bélgica                      | Lieja-Bastoña-Lieja Femenina             | Anna van der Breggen         |                              |
| 26 – 28 de abril               | República Popular China      | Tour de la Isla de Chongming             | Charlotte Becker             |                              |
| 17 – 19 de mayo                | Estados Unidos               | Tour de California femenino              | Katie Hall                   |                              |
| 19 – 22 de mayo                | España                       | Emakumeen Euskal Bira                    | Amanda Spratt                |                              |
| 13 – 17 de junio               | Reino Unido                  | The Women's Tour                         | Coryn Rivera                 |                              |
| 6 – 15 de julio                | Italia                       | Giro de Italia Femenino                  | Annemiek van Vleuten         |                              |
| 17 de jul                      | Francia                      | La Course by Le Tour de France           | Annemiek van Vleuten         |                              |
| 28 de jul                      | Reino Unido                  | RideLondon Classique                     | Kirsten Wild                 |                              |
| 11 de ago                      | Suecia                       | Postnord Vårgårda WestSweden TTT         | Boels Dolmans                |                              |
| 13 de ago                      | Suecia                       | Postnord Vårgårda WestSweden RR          | Marianne Vos                 |                              |
| 16 de ago                      | Noruega                      | Ladies Tour of Norway TTT                | Sunweb                       |                              |
| 17 – 19 de agosto              | Noruega                      | Ladies Tour of Norway                    | Marianne Vos                 |                              |
| 25 de ago                      | Francia                      | Gran Premio Femenino de Plouay           | Amy Pieters                  |                              |
| 28 de agosto – 2 de septiembre | Países Bajos                 | Boels Ladies Tour                        | Annemiek van Vleuten         |                              |
| 15 – 16 de septiembre          | España                       | La Vuelta Femenina                       | Ellen van Dijk               |                              |
| 21 de oct                      | República Popular China      | Tour de Guangxi Femenino                 | Arlenis Sierra               |                              |

## Baremo 2018
Todas las carreras otorgan puntos para el UCI WorldTour Femenino 2018 y para el UCI World Ranking Femenino, incluyendo a todas las corredoras de los equipos de categoría UCI Team Femenino.
El baremo de puntuación es el mismo para todos las carreras, pero las carreras por etapas (2.WWT), otorgan puntos adicionales por las victorias de etapa y por vestir la camiseta del líder de la clasificación general:
| Posición              | 1.ª | 2.ª | 3.ª | 4.ª | 5.ª | 6.ª | 7.ª | 8.ª | 9.ª | 10.ª | 11.ª | 12.ª | 13.ª | 14.ª | 15.ª | 16.ª-30.ª | 31.ª-40.ª |
| Clasificación general | 200 | 150 | 125 | 100 | 85  | 70  | 60  | 50  | 40  | 35   | 30   | 25   | 20   | 15   | 10   | 5         | 3         |
| Por etapa             | 25  | 20  | 18  | 16  | 14  | 12  | 10  | 8   | 6   | 4    |      |      |      |      |      |           |           |
| Líder                 | 5   |     |     |     |     |     |     |     |     |      |      |      |      |      |      |           |           |

## Clasificaciones Parciales

### Clasificación individual

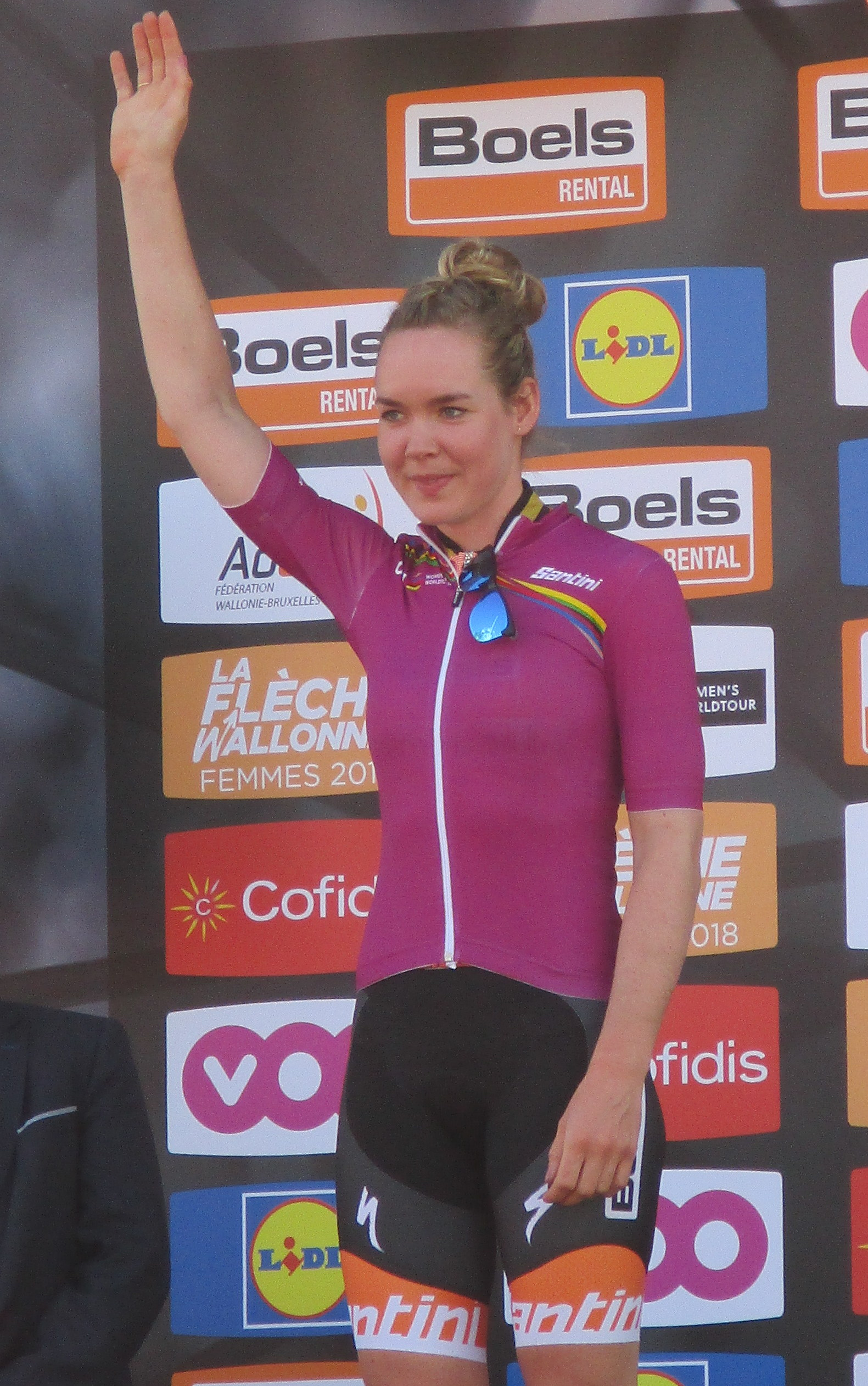
Anna van der Breggen.

| Clasificación por puntos | Clasificación por puntos | Clasificación por puntos | Clasificación por puntos | Clasificación por puntos |
| Ciclista                 | Ciclista                 | Equipo                   | Puntos                   |                          |
| ------------------------ | ------------------------ | ------------------------ | ------------------------ | ------------------------ |
| 1.ª                      | Annemiek van Vleuten     | Mitchelton-Scott         | 1411 pts                 |                          |
| 2.ª                      | Marianne Vos             | WaowDeals                | 1394 pts                 |                          |
| 3.ª                      | Anna van der Breggen     | Boels Dolmans            | 1323 pts                 |                          |
| 4.ª                      | Amanda Spratt            | Mitchelton-Scott         | 1218 pts                 |                          |
| 5.ª                      | Coryn Rivera             | Sunweb                   | 1036 pts                 |                          |
| 6.ª                      | Ashleigh Moolman-Pasio   | Cervélo Bigla            | 1012 pts                 |                          |
| 7.ª                      | Amy Pieters              | Boels Dolmans            | 922 pts                  |                          |
| 8.ª                      | Katarzyna Niewiadoma     | Canyon-SRAM Racing       | 887 pts                  |                          |
| 9.ª                      | Jolien D'Hoore           | Mitchelton-Scott         | 685 pts                  |                          |
| 10.ª                     | Ellen van Dijk           | Sunweb                   | 671 pts                  |                          |

### Clasificación por equipos
Esta clasificación se calcula sumando los puntos de las cuatro mejores corredoras de cada equipo o selección en cada carrera. Los equipos con el mismo número de puntos se clasifican de acuerdo a su corredora mejor clasificada.

### Clasificación sub-23
| Clasificación del mejor joven | Clasificación del mejor joven | Clasificación del mejor joven   | Clasificación del mejor joven | Clasificación del mejor joven |
| Ciclista                      | Ciclista                      | Equipo                          | Puntos                        |                               |
| ----------------------------- | ----------------------------- | ------------------------------- | ----------------------------- | ----------------------------- |
| 1.ª                           | Sofia Bertizzolo              | Astana Women's Team             | 42 pts                        |                               |
| 2.ª                           | Liane Lippert                 | Sunweb                          | 24 pts                        |                               |
| 3.ª                           | Jeanne Korevaar               | WaowDeals                       | 22 pts                        |                               |
| 4.ª                           | Elisa Balsamo                 | Valcar PBM                      | 12 pts                        |                               |
| 5.ª                           | Mariya Novolódskaya           | Cogeas-Mettler Pro Cycling Team | 12 pts                        |                               |

## Evolución de las clasificaciones
| Carrera (Vencedora)                   | Clasificación individual | Clasificación por equipos | Clasificación sub-23 |
| ------------------------------------- | ------------------------ | ------------------------- | -------------------- |
| Strade Bianche (Anna van der Breggen) | Anna van der Breggen     | Boels Dolmans             | Angelica Brogi       |
| Final                                 |                          |                           |                      |